# Коновалова-Инфанте, Дарья Дмитриевна
Дарья Дмитриевна Коновалова-Инфанте (род. 1978, Москва) — российская художница, график, скульптор, автор объектов и инсталляций.

## Биография
Родилась в 1978 году в Москве, выросла и обучилась в семье художников, где представители четырёх поколений — люди творческих профессий: художники, фотографы, актёры. Бабушка — художница-живописец Татьяна Владимировна Коновалова-Ковригина, дедушка — художник-монументалист Коновалов Виктор Андреевич, двоюродный дедушка — художник и фотограф Ковригин Вадим Владимирович, двоюродная бабушка — киноактриса Королева Лидия Георгиевна, двоюродный дедушка Королёв, Геннадий Георгиевич — художник-живописец, профессор МГХИ им В.Сурикова.
Муж Платон Инфанте — художник, режиссёр.
Свекор Франциско Инфанте — художник-нонконформист.
Является активной последовательницей художественных тенденций начала XX века.
Находится в списке 100 лучших современных художников России по версии рейтинг проекта Артикс.
С 1989 по 1996 год обучалась в Московском академическом художественном лицее Российской Академии художеств (МСХШ).
В 2011 году прошла курс керамики в Московской государственной художественно-промышленной академии имени С. Г. Строганова.
Член творческого Союза художников России, секция Новейшие течения (с 2015), Московского Союза художников, секция графики (с 2011), Российского Союза художников (с 2006).

## Творчество
Основной темой в творчестве является тень. Художница изучает её причудливые формы, геометрию и метаморфозы.
«Для меня эта „игра“ возможность рефлексии на тему того, что мир не всегда такой, каким мы привыкли его видеть, что в нём всегда есть место непонятным, необъяснимым, чудесным вещам и явлениям.»
Автор графической серии «Тайная жизнь вещей» 2012-2022г
Работает с металлом, деревом и керамикой.

## Работы находятся в собраниях
- Музея AZ
- ДК Громов
- Шар и Крест
- Музея И.Глинки
- Крокин галереи
- Luciano Benetton Imago Mundi Collection
- Фонд «Гжель»
- А также в частных собраниях

Участница более 100 групповых выставок.

## Выставки
- 2021 — Da!Moscow. Фонд Екатерины
- 2021 — Пересекая пространство. Галерея Триумф.
- 2021 — Полёт как мечта. Музей Бахрушина
- 2021 — Коллекция ШиК музей ДПИ Москва
- 2021 — «Spectrum» совместно с Платоном Инфанте. Агентство Арт.ру. Москва
- 2020 — персональная выставка Хитросплетения. Галерея Граунд Солянка. Москва.
- 2020 — Выставка «Дар художника» проекта «Шар и Крест» в пространстве Cube Moscow
- 2020 — Cosmoscow, Галерея Пальто
- 2020 — «Улетаешь? Улетай!» Воронежский художественный музей
- 2020 — Выставка «20.02.20» совместно с П. Инфанте. Крокин Галерея. Москва
- 2020 — «Формы движения» Институт исследования стрит-арта. Санкт-Петербург.
- 2020 — «Барабанные палочки». КультПроект. Москва.
- 2019 — «Небесная геометрия».
- CUBE. КультПроект. Москва
- 2019 — «Вне/Внутри» 8 московская. биеннале современного искусства параллельная программа. Государственный институт Искусствознания. Москва.
- 2019 — «Слова и Вещи». Российская Академия художеств. Москва.
- 2018 — Imago Mundi. Luciano Benetton collection.
- 2018 — Экспериментальные Мастерские ТСРХ. «Архитектура. Время и география». Москва.
- 2017 — «Roots» 7 московская биеннале современного искусства параллельная программа. Государственный институт Искусствознания. Москва.
- 2017 — 1-й керамический симпозиум «Гжель» при поддержке Российской Академии художеств. Москва.
- 2017 — «Атака Дон Кихотов». Музей AZ. Москва.
- 2017 — «Там где никому не снятся сны». ММоМа. Москва.
- 2016 — персональная выставка в программе Ночь Музеев. Архангельский краеведческий музей. Архангельск.
- 2016 — «Светотень» персональная выставка Крокин галерея. Москва.
- 2016 — SWAB ярмарка современного искусства. Barcelona. Spain
- 2015 — «Вокруг квадрата». Российская Академия художеств. Москва.